# Daïra d'Aïn El Ibel
La daïra d'Aïn El Ibel est une circonscription administrative algérienne située dans la wilaya de Djelfa. Son chef-lieu est situé sur la commune éponyme d'Aïn El Ibel.
La daïra regroupe les quatre communes:
- Aïn El Ibel
- Moudjebara
- Tadmit
- Zaccar